# Rochesson
Rochesson (prononcé [ʁɔʃɛsɔ̃]  Rochaisson) est une commune française de moyenne montagne située dans le département des Vosges, en région Grand Est. Elle fait partie de la Communauté de communes des Hautes Vosges.
Ses habitants sont appelés les Rochenats .

## Géographie

### Localisation
Le village s'étire au creux de la vallée encaissée du Bouchot. En amont, celle-ci permet de rejoindre La Bresse via le col de Grosse Pierre (954 m) et Gérardmer via le col du Haut de la Côte (799 m) ; en aval, elle se dirige vers Vagney par un passage plus étroit correspondant à la moraine de l'ancien glacier.
Une grande partie du territoire est occupée par la forêt domaniale de Noire Goutte.
C'est une des 201 communes réparties sur quatre départements : les Vosges, le Haut-Rhin, le Territoire de Belfort et la Haute-Saône du parc naturel régional des Ballons des Vosges.

### Communes limitrophes
| Sapois    | Gérardmer         | Gérardmer |
| Sapois    | Rochesson         | La Bresse |
| Gerbamont | Basse-sur-le-Rupt | Cornimont |

On note que Rochesson est en contact avec Cornimont en un seul point situé sur la borne dite Pierre des Quatre Communes culminant à 1 061 m, à la pointe méridionale de la commune.

### Géologie et relief
La commune se compose de 33,88 hectares de territoires artificialisés (1,57 %), 261,42 hectares de territoires agricoles (12,13 %) et 1 859,75 hectares de forêts et milieux semi-naturels (86,30 %).
Espaces naturels :
- Quatre espaces protégés  hors Natura 2000[4] :

Jemnaufaing, Le bation, Tourbiere de rondfaing, Ballons Des Vosges.
- Deux espaces protégé Natura 2000 :

Tourbière de Jemnaufaing,
Massif vosgien.
- Six zones naturelles d'intérêt écologique, faunistique et floristique (Znieff) :

Tourbière de Jemnaufaing à Rochesson, Tourbière de Merreuille à Rochesson, Massif Vosgien, Roche des Ducs à Sapois et RochessonN, Forêt domaniale de Noire Goutte à Rochesson, Goutte de Chercheneux à Rochesson.
Hydrogéologie et climatologie : Système d’information pour la gestion des eaux souterraines du bassin Rhin-Meuse :
Territoire communal : Occupation du sol (Corinne Land Cover); Cours d'eau (BD Carthage),
Géologie : Carte géologique; Coupes géologiques et techniques,
 Hydrogéologie : Masses d'eau souterraine; BD Lisa; Cartes piézométriques.

### Sismicité
Commune située dans une zone 3 de sismicité modérée.
Risque sismique dans le département des Vosges

### Hydrographie et les eaux souterraines
La commune est située dans le bassin versant du Rhin au sein du bassin Rhin-Meuse.
Elle est drainée par le Bouchot, la goutte de Battion, la goutte de Chercheneux, la goutte de Frimont, la goutte de Jossonfaing, la goutte de Plainfaing, la goutte Herray, le ruisseau de Creusegoutte et le ruisseau de Noire Goutte,.
Le Bouchot, d'une longueur totale de 18,1 km, prend sa source dans la commune de Gérardmer et se jette  dans la Moselotte au Syndicat, après avoir traversé six communes.
La qualité des eaux de baignade et des cours d’eau peut être consultée sur un site dédié géré par les agences de l’eau et l’Agence française pour la biodiversité.

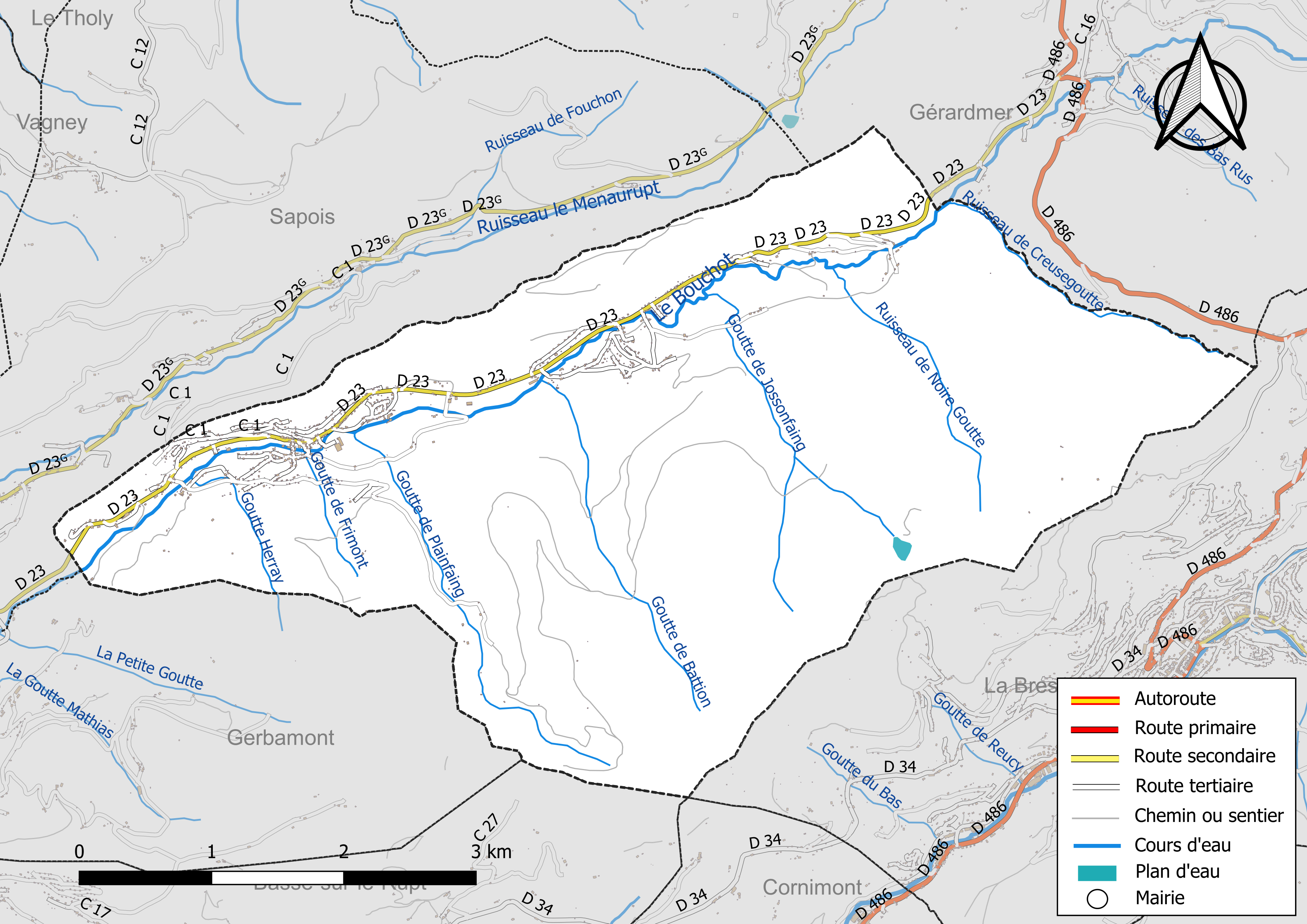
Réseaux hydrographique et routier de Rochesson.

### Climat
Pour des articles plus généraux, voir Climat du Grand Est et Climat des Vosges.
En 2010, le climat de la commune est de type climat de montagne, selon une étude du Centre national de la recherche scientifique s'appuyant sur une série de données couvrant la période 1971-2000. En 2020, Météo-France publie une typologie des climats de la France métropolitaine dans laquelle la commune est exposée à un climat semi-continental et est dans la région climatique  Vosges, caractérisée par une pluviométrie très élevée (1 500 à 2 000 mm/an) en toutes saisons et un hiver rude (moins de 1 °C).
Pour la période 1971-2000, la température annuelle moyenne est de 9 °C, avec une amplitude thermique annuelle de 16,7 °C. Le cumul annuel moyen de précipitations est de 1 899 mm, avec 14,7 jours de précipitations en janvier et 11,5 jours en juillet. Pour la période 1991-2020, la température moyenne annuelle observée sur la station météorologique de Météo-France la plus proche, « Basse-s-l-rupt », sur la commune de Basse-sur-le-Rupt à 4 km à vol d'oiseau, est de 10,7 °C et le cumul annuel moyen de précipitations est de 1 551,6 mm. 
La température maximale relevée sur cette station est de 39,3 °C, atteinte le 25 juillet 2019 ; la température minimale est de −18,1 °C, atteinte le 1er mars 2005,,.
Les paramètres climatiques de la commune ont été estimés pour le milieu du siècle (2041-2070) selon différents scénarios d'émission de gaz à effet de serre à partir des nouvelles projections climatiques de référence DRIAS-2020. Ils sont consultables sur un site dédié publié par Météo-France en novembre 2022.

## Urbanisme

### Typologie
Au 1er janvier 2024, Rochesson est catégorisée commune rurale à habitat dispersé, selon la nouvelle grille communale de densité à sept niveaux définie par l'Insee en 2022.
Elle est située hors unité urbaine. Par ailleurs la commune fait partie de l'aire d'attraction de Gérardmer, dont elle est une commune de la couronne,. Cette aire, qui regroupe 13 communes, est catégorisée dans les aires de moins de 50 000 habitants,.

### Occupation des sols
L'occupation des sols de la commune, telle qu'elle ressort de la base de données européenne d’occupation biophysique des sols Corine Land Cover (CLC), est marquée par l'importance des forêts et milieux semi-naturels (86,2 % en 2018), une proportion sensiblement équivalente à celle de 1990 (86,9 %). La répartition détaillée en 2018 est la suivante : 
forêts (86,1 %), prairies (9,6 %), zones agricoles hétérogènes (2,6 %), zones urbanisées (1,6 %), milieux à végétation arbustive et/ou herbacée (0,1 %). L'évolution de l’occupation des sols de la commune et de ses infrastructures peut être observée sur les différentes représentations cartographiques du territoire : la carte de Cassini (XVIIIe siècle), la carte d'état-major (1820-1866) et les cartes ou photos aériennes de l'IGN pour la période actuelle (1950 à aujourd'hui).

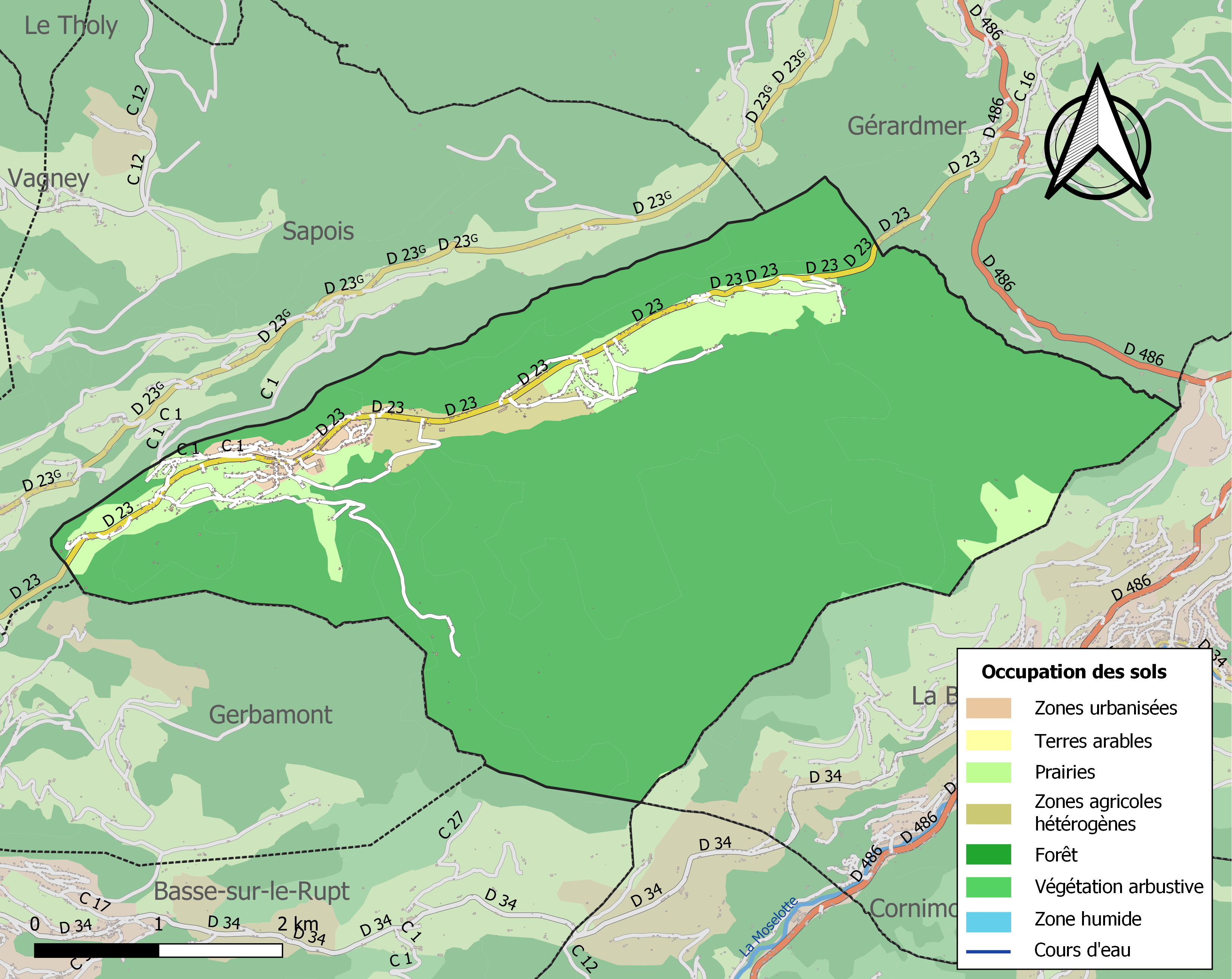
Carte des infrastructures et de l'occupation des sols de la commune en 2018 (CLC).

### Transports en commun

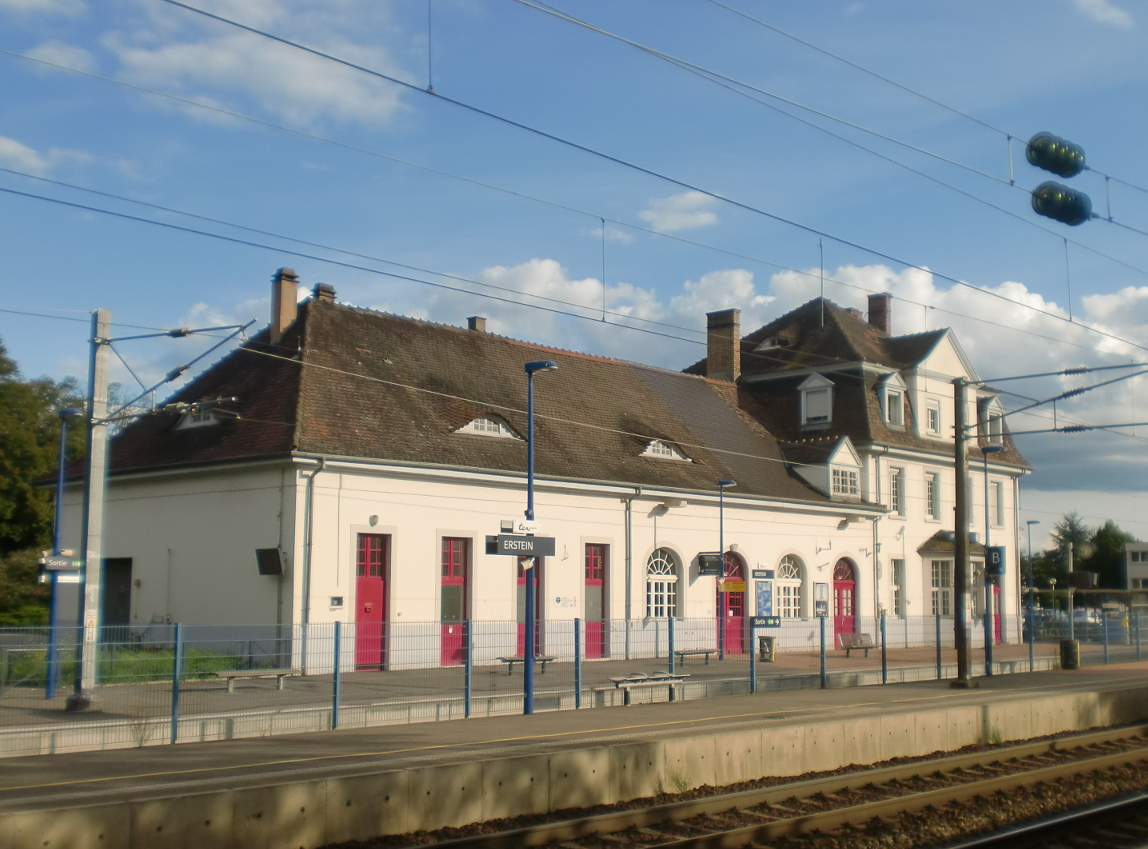
Gare de Remiremont.

- Fluo Grand Est.

#### Lignes SNCF
- Gare de Remiremont
- Gare de Gérardmer
- Gare de Kruth

#### Transports aériens
- Aéroport de Colmar - Houssen

## Toponymie
En 1359, on signale une agglomération qui semble être l’ancêtre de Rochesson, appelée Aurimont (Orimont actuellement), dont on trouve trace dans des grimoires du XVe siècle, elle est emportée en 1522 par une crue violente du Bouchot et jamais reconstruite. Le nom de la localité est attesté sous les formes Rourssechons (1407) ; Rocechon (1433) ; Roucechon (1434) ; Rossechon (1442) ; Rouchechon (1493) ; Rochesson (1569) ; Rougesson (1594) ; Rougessons (1656) ; Rocheson (XVIe siècle) ; Roxesson, Rupis sonus (1763) ; Rochetesson (an II).
Rochesson tient, peut être son nom, de Rouchesson, « rouge pierres ou pierre éboulées ». Il tire son origine des éboulis de roches de part et d’autre du village.

Ce petit village de montagne est construit au fond d'une vallée ouverte d'Est en Ouest, creusée par un glacier qui laissa une moraine frontale très visible au lieu-dit « La Face Pierre ».

## Histoire

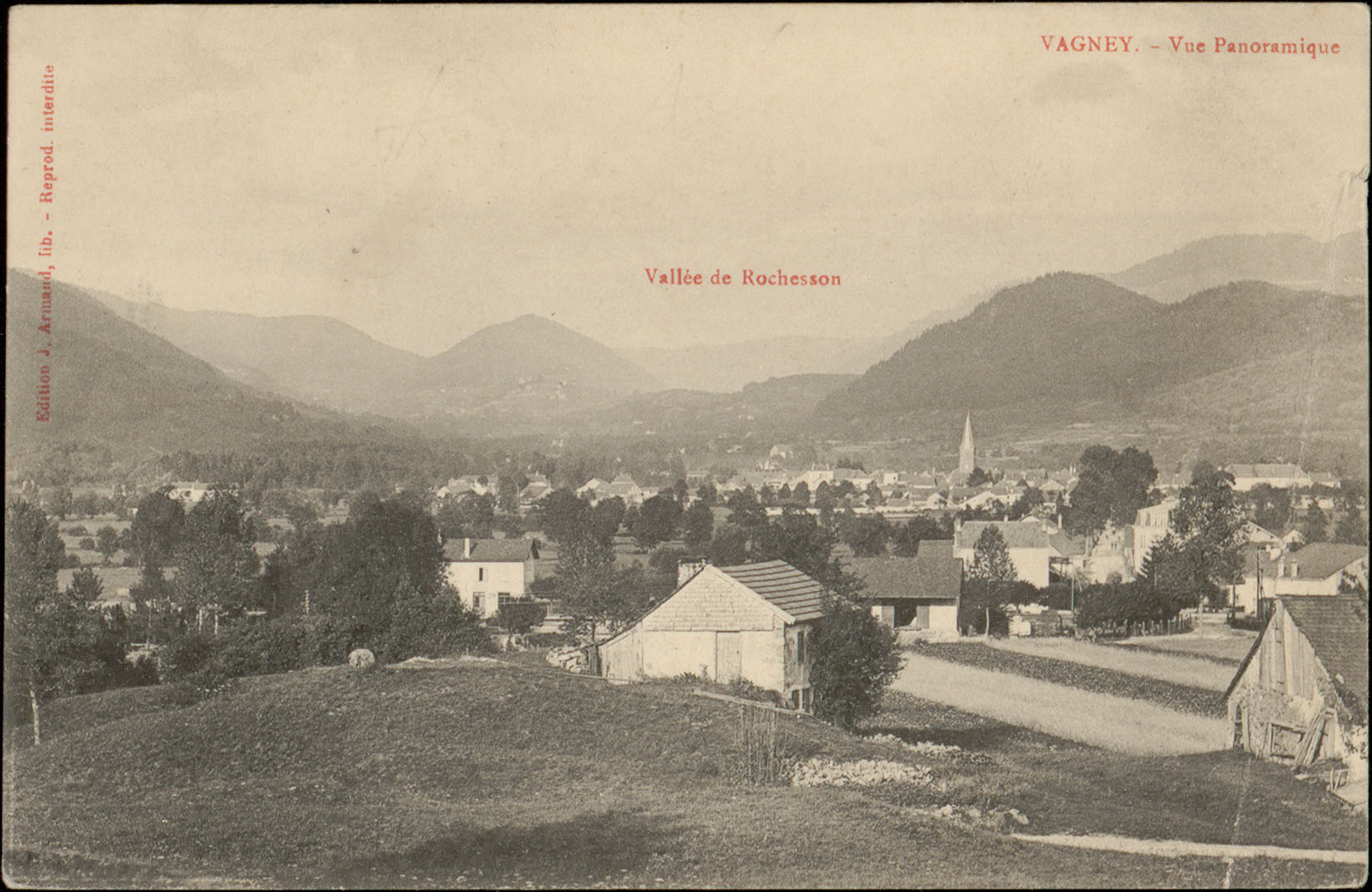
Carte postale ancienne représentant la vallée de Rochesson.

Un hameau dénommé Aurimont est attesté en 1359. Situé vers l'aval, qui est emporté en 1522 par une crue du Bouchot.
On lit le nom de Rourssechons en 1407. En 1656, le village se nomme Rougessons.
Sous l'Ancien Régime, Rochesson fait partie de la paroisse de Vagney, chef-lieu du ban de Vagney, du bailliage de Remiremont.
En 1749, une paroisse de Rochesson est créé.
À la Révolution, Rochesson devenu commune en 1791 est inclus dans le canton de Vagney puis, en 1801, dans celui de Cornimont, qui devient deux ans plus tard celui de Saulxures.
Le 4 novembre 1944, Rochesson est libéré par le 4e régiment de tirailleurs tunisiens.

## Politique et administration

### Découpage territorial
Par arrêté préfectoral du 15 septembre 2023, la commune est retirée le 1er janvier 2024 de l'arrondissement de Saint-Dié-des-Vosges et rattachée à l'arrondissement d'Épinal.

### Tendance politique
En général la commune vote à droite (comme les Vosges, les communes rurales ou encore l'Est de la France) même si en 2012 elle voit Hollande puis la candidate socialiste aux législatives arriver en tête des suffrages (au second tour). Depuis 2014 on assiste à une montée du Front National qui est depuis 2015 le premier parti de Rochesson.
En 2012, pour les élections présidentielles, Nicolas Sarkozy arrive en tête avec 27,92 % des voix exprimées. Il est suivi par François Hollande (24,89 %), Marine Le Pen (15,58 %), François Bayrou et Jean Luc Mélenchon (à égalité avec 12,12 % ). Au second tour François Hollande, comme au niveau national, arrive en tête du scrutin avec 52,08 % des suffrages (47,92 % pour Nicolas Sarkozy).
Pour les élections législatives (3e circonscription des Vosges), François Vannson (UMP puis LR) arrive en tête avec 42,06 % des voix exprimées, il est suivi par la socialiste Elise Calais qui obtient 41,23 % des suffrages. Ils sont suivis par Rachel Sembach, Front National (6,96 %) et le candidat Front de Gauche Dominique Cholez (5,57 %). Au second tour la socialiste obtient 54,34 % des voix  devant Vannson qui réalise un score de 45,66 % a.u niveau de la circonscription c'est le candidat UMP qui arrive en tête et qui est donc député de cette circonscription.
En 2014, pour les européennes, la liste de droite menée par Nadine Morano obtient 25,39 % des voix, elle est suivie par la liste Rassemblement Bleu Marine qui réalise une percée avec 21,88 % des suffrages, loin devant les socialistes (12,11 %), les centristes (11,72 %), le Front de Gauche (6,64 %) et la liste Debout la France ! (5,86 %).
En 2015, pour les régionales, la liste de Florian Philippot (Front national)  arrive en tête avec 27,95 % des voix, elle est suivie de près par la liste Les Républicains de Philippe Richert (25,94 %) et la liste Socialiste (et alliés) de Jean-Pierre Masseret (25,07 %). Arrive ensuite la liste Front de Gauche de Patrick Peron (6,05 %) et la liste Debout la France de Laurent Jacobelli (5,19 %).

### Liste des maires
| Période                                  | Période    | Identité                      | Étiquette | Qualité                    |
| ---------------------------------------- | ---------- | ----------------------------- | --------- | -------------------------- |
| Les données manquantes sont à compléter. |            |                               |           |                            |
| mars 1977                                | mars 2001  | Georges Toussaint (1926-2007) |           | Entrepreneur de maçonnerie |
| mars 2001                                | mars 2008  | André Lejal                   |           | Cadre en bâtiment          |
| mars 2008                                | avril 2014 | Jean-François Gillot          |           | Garde forestier            |
| avril 2014                               | avril 2020 | André Lejal                   | DVD       | Cadre en bâtiment          |
| mai 2020                                 | En cours   | Jeannine Bastien              |           | Comptable retraitée        |

### Finances locales

#### Budget et fiscalité 2023

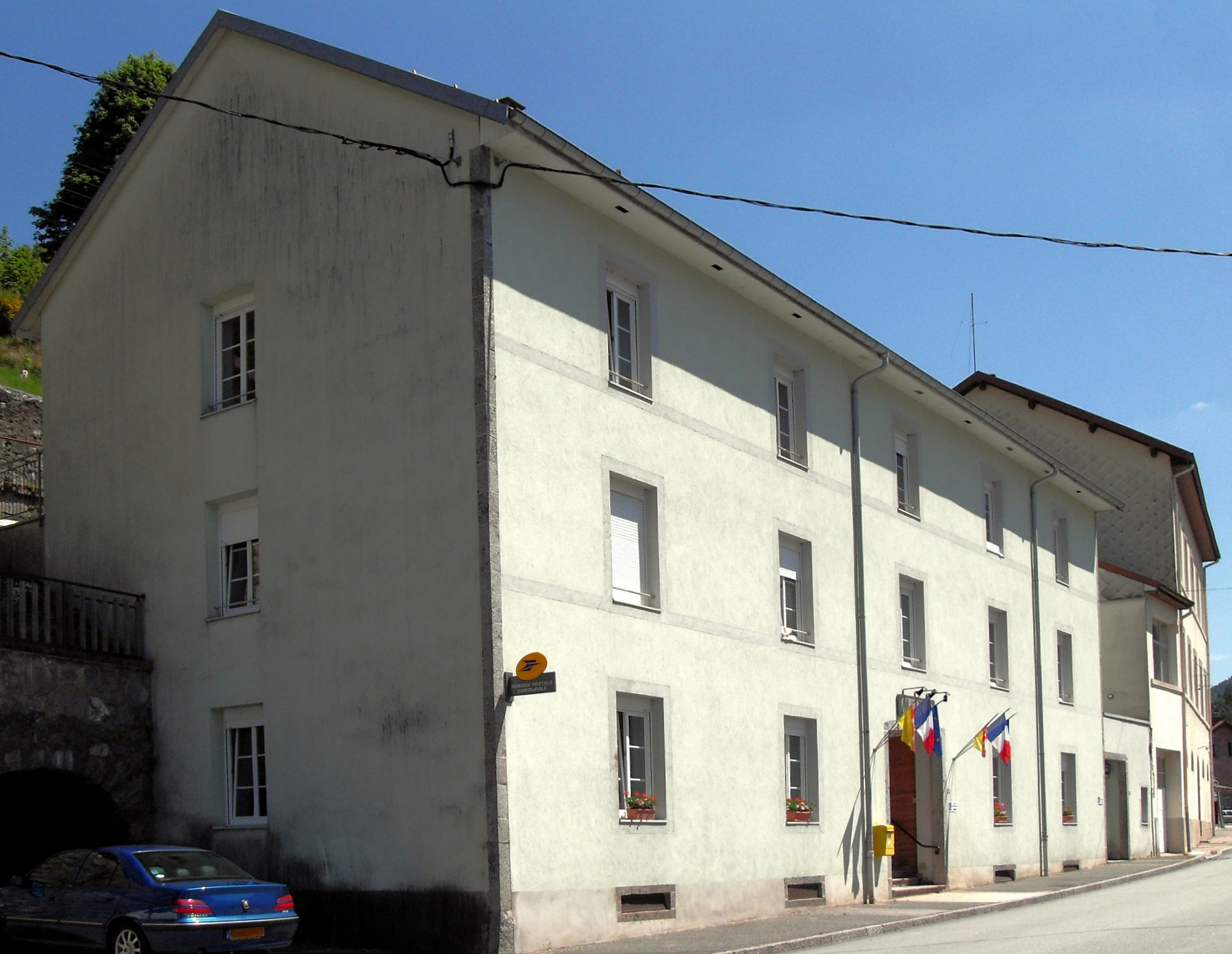
La mairie.

En 2023, le budget de la commune était constitué ainsi :
- total des produits de fonctionnement : 636 000 €, soit 913 € par habitant ;
- total des charges de fonctionnement : 669 000 €, soit 960 € par habitant ;
- total des ressources d'investissement : 163 000 €, soit 234 € par habitant ;
- total des emplois d'investissement : 368 000 €, soit 528 € par habitant ;
- endettement : 4 000 €, soit 58 € par habitant.

Avec les taux de fiscalité suivants :
- taxe d'habitation : 18,79 % ;
- taxe foncière sur les propriétés bâties : 33,84 % ;
- taxe foncière sur les propriétés non bâties : 18,20 % ;
- taxe additionnelle à la taxe foncière sur les propriétés non bâties : 0,00 % ;
- cotisation foncière des entreprises : 0,00 %.

Chiffres clés Revenus et pauvreté des ménages en 2021 : médiane en 2021 du revenu disponible, par unité de consommation : 22 240 €.

## Population et société

### Démographie

#### Évolution démographique
L'évolution du nombre d'habitants est connue à travers les recensements de la population effectués dans la commune depuis 1793. Pour les communes de moins de 10 000 habitants, une enquête de recensement portant sur toute la population est réalisée tous les cinq ans, les populations de référence des années intermédiaires étant quant à elles estimées par interpolation ou extrapolation. Pour la commune, le premier recensement exhaustif entrant dans le cadre du nouveau dispositif a été réalisé en 2005.

En 2022, la commune comptait 676 habitants, en évolution de −3,15 % par rapport à 2016 (Vosges : −2,96 %, France hors Mayotte : +2,11 %).
| 1793 | 1800 | 1806 | 1821 | 1831 | 1836 | 1841 | 1846 | 1856  |
| ---- | ---- | ---- | ---- | ---- | ---- | ---- | ---- | ----- |
| 768  | 760  | 803  | 888  | 923  | 944  | 955  | 984  | 1 007 |

| 1861  | 1866  | 1876  | 1881 | 1886  | 1891  | 1896  | 1901 | 1906 |
| ----- | ----- | ----- | ---- | ----- | ----- | ----- | ---- | ---- |
| 1 085 | 1 071 | 1 134 | 972  | 1 052 | 1 015 | 1 032 | 966  | 995  |

| 1911  | 1921 | 1926 | 1931 | 1936 | 1946 | 1954 | 1962 | 1968 |
| ----- | ---- | ---- | ---- | ---- | ---- | ---- | ---- | ---- |
| 1 109 | 982  | 960  | 886  | 843  | 724  | 735  | 737  | 701  |

| 1975 | 1982 | 1990 | 1999 | 2005 | 2006 | 2010 | 2015 | 2020 |
| ---- | ---- | ---- | ---- | ---- | ---- | ---- | ---- | ---- |
| 755  | 724  | 627  | 658  | 664  | 656  | 702  | 699  | 680  |

| 2022 | - | - | - | - | - | - | - | - |
| ---- | - | - | - | - | - | - | - | - |
| 676  | - | - | - | - | - | - | - | - |

### Jumelages, manifestations culturelles et festivités
- Mégrit (France). Le petit village vosgien est jumelé avec la commune bretonne de Mégrit dans les Côtes-d'Armor[35].
- Le foyer de ski et le ski-club de Rochesson se sont alliés avec le club de ski de Vagney pour ne faire qu'un seul foyer et qu'un seul club, dénommé Ski Club Vagney Rochesson[36].

### Enseignement
Établissements d'enseignements :
- Écoles maternelle et primaire à Rochesson, La Bresse.
- Collèges à La Bresse, Cornimont, Gérardmer, Vagney.
- Lycées à Gérardmer.

### Santé
Professionnels et établissements de santé :
- Médecins à Vagney, Cornimont, Saulxures-sur-Moselotte, La Bresse.
- Pharmacies à Vagney, Cornimont, Saulxures-sur-Moselotte, La Bresse.
- Hôpitaux à Cornimont, Gérardmer.
- Centre hospitalier de Remiremont.

### Cultes
- Culte catholique, Paroisse du Ban de VAGNEY[39], Diocèse de Saint-Dié.

## Économie

### Entreprises et commerces
La commune possède quelques commerces dont une boulangerie, quelques résidences touristiques (gîte avec piscine, chalets à louer…), la station de ski des Truches, un entrepôt de produits de la mer : La belle marée (qui est aussi ouvert pour les particuliers certains jours de la semaine), ainsi que plusieurs exploitations agricoles de petite taille.

#### Agriculture
- Élevage de vaches laitières.
- Élevage d'ovins et de caprins.
- Sylviculture et autres activités forestières.

#### Tourisme
- Hébergements et restauration à Rochesson, Sapois, Vagney.

##### Station des Truches
Au lieudit Les Truches, les pentes de l'ubac ont été aménagées en une petite station, proposant une piste de ski de descente et des pistes de ski de fond. Elle est gérée par les bénévoles du comité des fêtes. Pour le ski alpin, elle possède une unique piste de 210 mètres ce qui en fait peut-être la plus petite station de France; et avec une altitude variant de 580 à 625 mètres  vraisemblablement aussi la plus basse du pays. Un premier téléski a été installé en 1970. L'appareil actuel date de 1978. S'y trouve également une piste d'initiation au ski de fond de 3 km et une liaison avec le domaine nordique de Gérardmer.
De par sa faible altitude et son absence d’équipement de neige de culture, la station de ski des Truches n’ouvre ses pistes que trois jours par semaine. Par contre, elle offre de nombreux Itinéraire de randonnée.

#### Commerces
- Commerces et services de proximité à Rochesson, Vagney, La Bresse.

## Culture locale et patrimoine

### Lieux et monuments

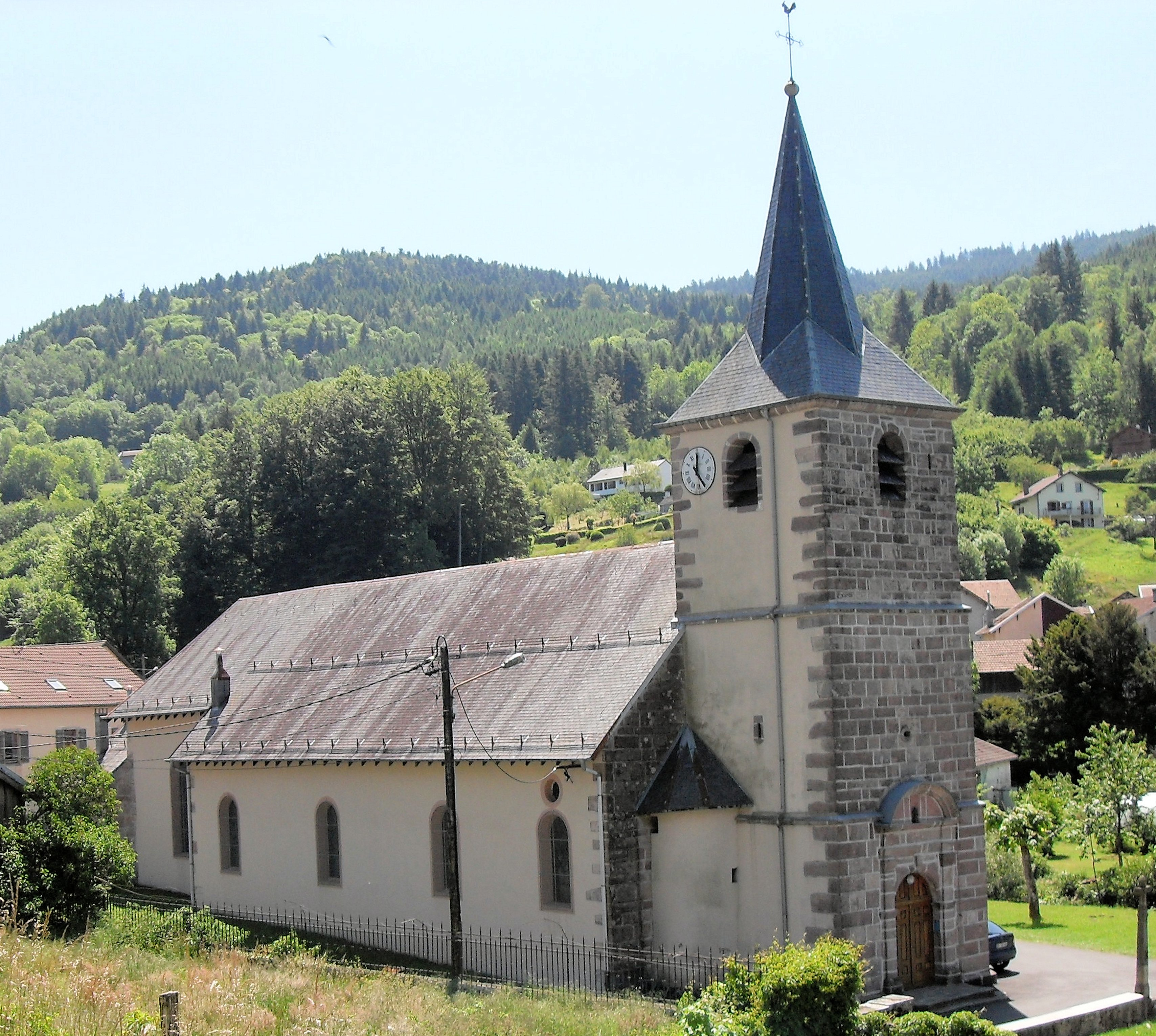
L'église Saint-Blaise, côté nord.
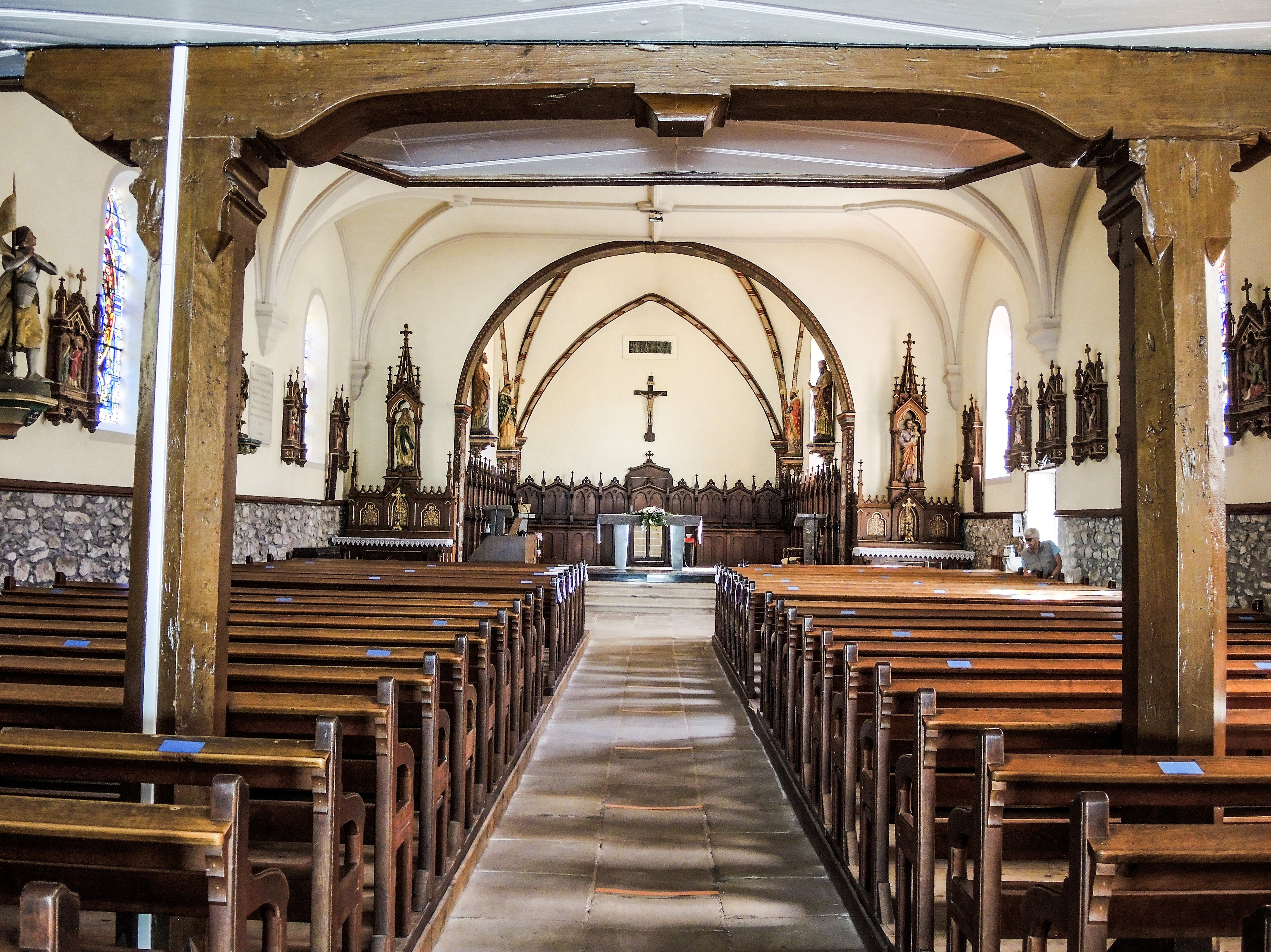
Nef de l'église.
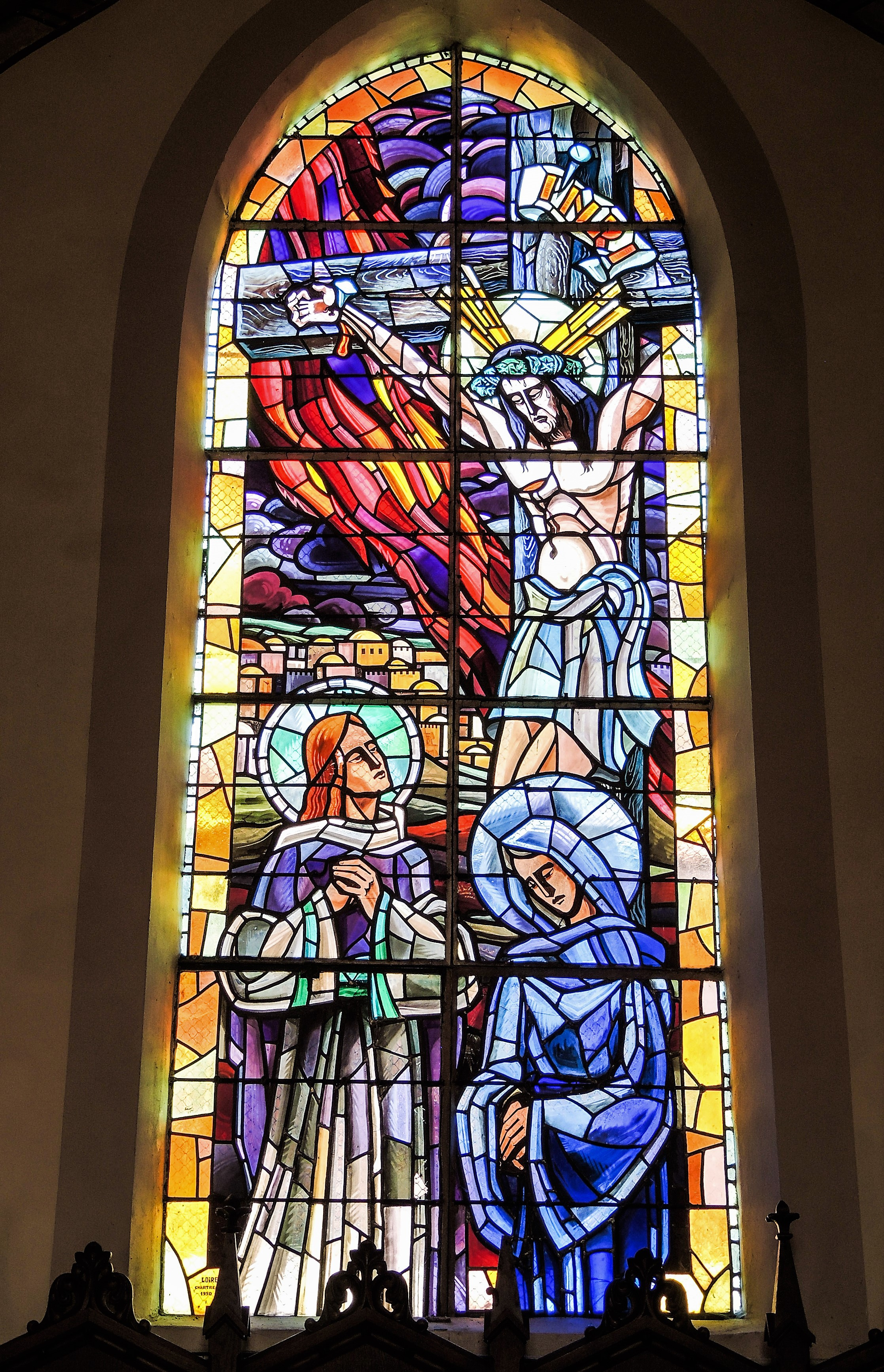
Vitrail du chevet.
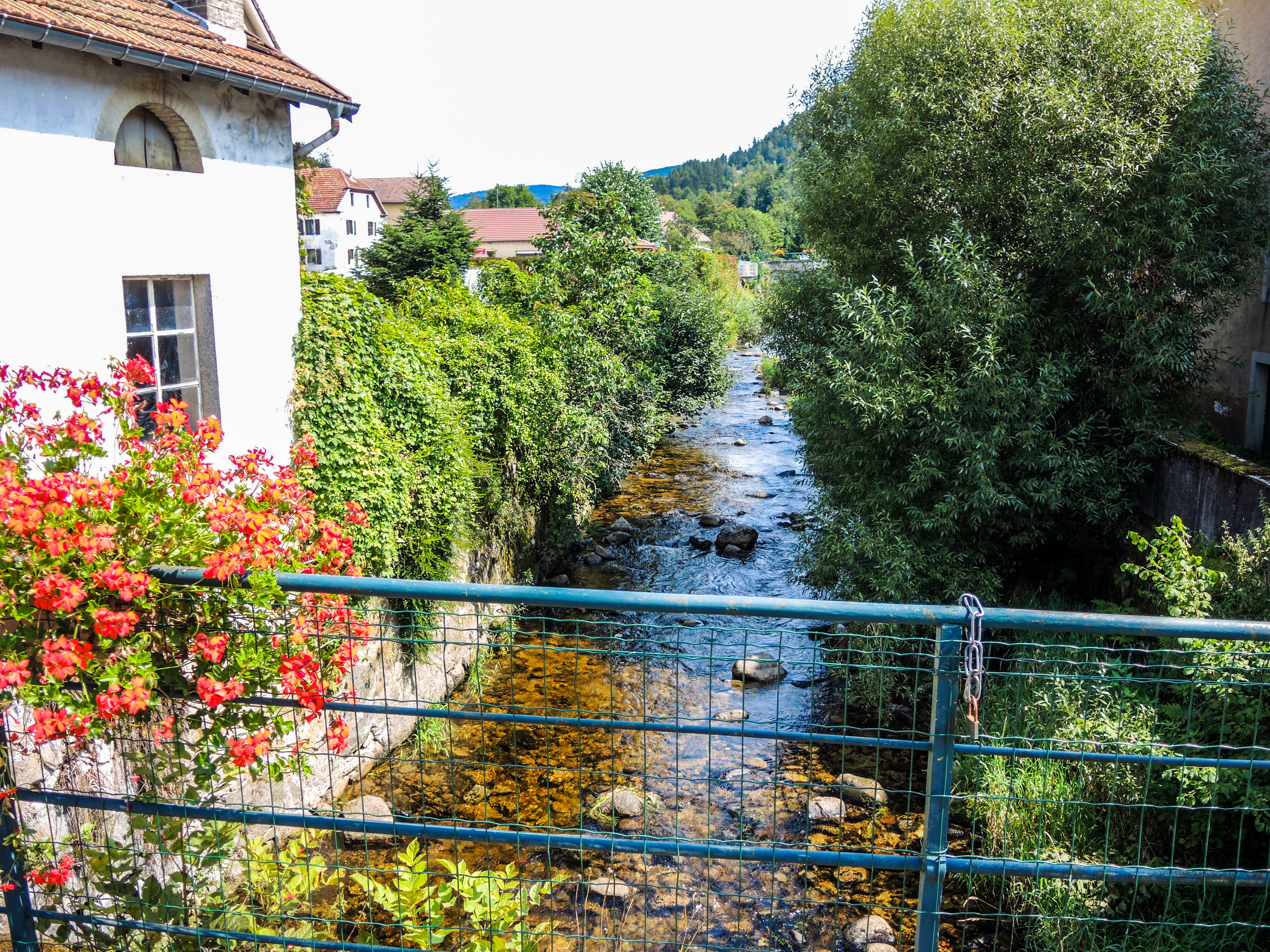
Rivière, le Bouchot.
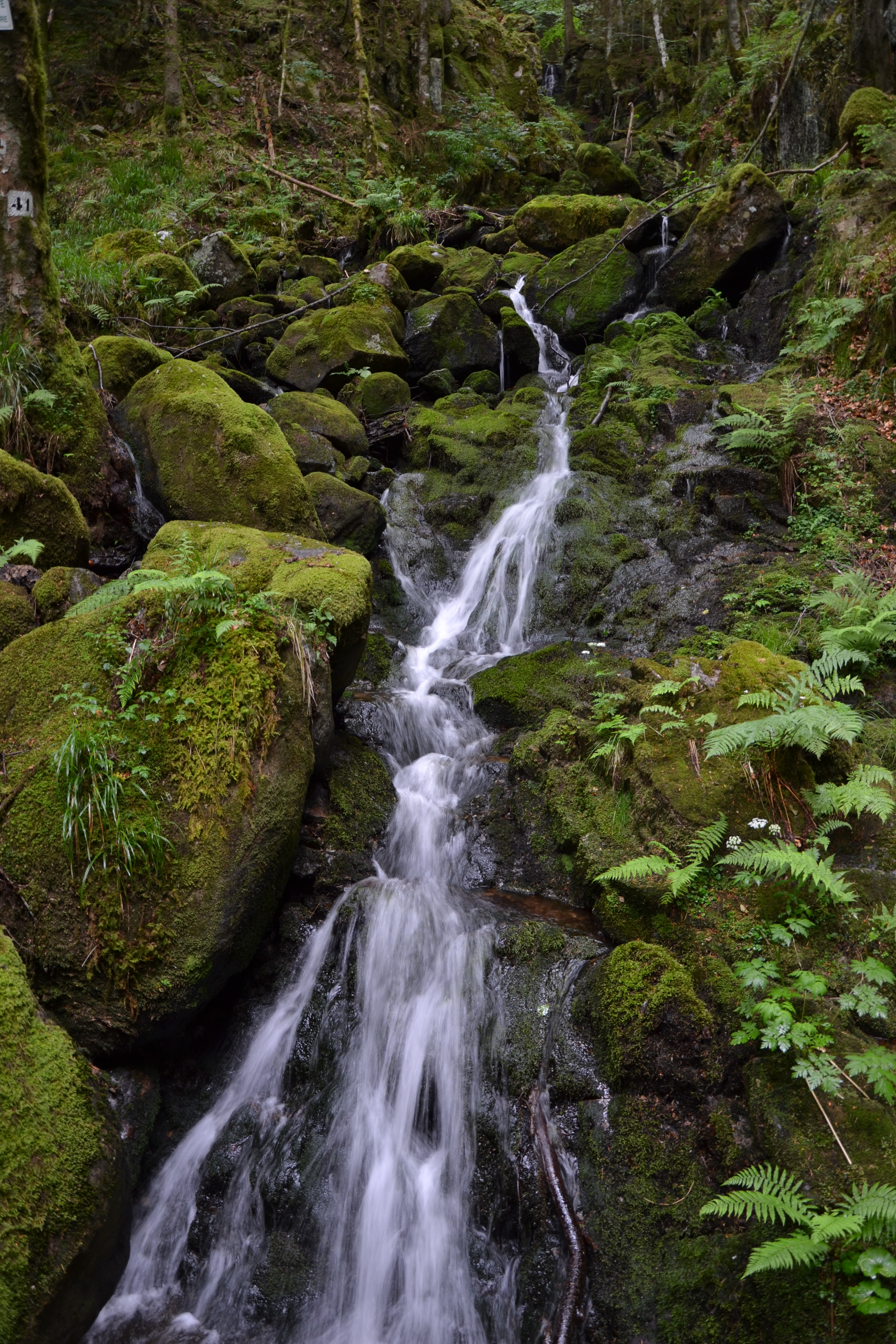
La cascade de Battion.

- L'église Saint-Blaise avec son clocher et le chœur gothiques, la nef de 1723.

Équipée en 1922 d'un orgue d'occasion, réparé par Jacquot en 1931,,
et sa cloche de 1738.
- La Roche des Ducs (850 m) surplombe le village[49].
- Un petit étang bucolique au lieudit Pré Le Thia, à 940 mètres d'altitude, aux confins de La Bresse.
- La tourbière de Gemnaufaing.
- La cascade de Battion.
- L'armée y possède un camp de vacances, rue d'Orimont.
- Ancienne scierie hydraulique à cadre domaniale des Ponts[50],[51].

### Personnalités liées à la commune
- Jean-Romary Grosjean, organiste, compositeur et éditeur français, y est né.
- Jean-Joseph Christophe (1803-1863), évêque de Soissons, y est né.
- Le chanoine Nicolas Georgel est né à Rochesson le 6 novembre 1855[52].

### Héraldique, logotype et devise
| Blason | Blasonnement : D'or, à deux roches de sable issantes de la pointe soutenant celle de dextre un chamois contourné et celle de sénestre un grand-duc, le tout de gueules et accompagné en chef de trois sapins de sinople rangés en fasce. Commentaires : Les roches rappellent la forme de la vallée et le nom de la commune. Le chamois symbolise la faune de montagne, le grand-duc indique la Roche des Ducs, site naturel classé, et les sapins dominant la vallée figurent les montagnes verdoyantes des Hautes Vosges. |

## Pour approfondir